# Синдром порушення цілісності сприйняття власного тіла
Синдром порушення цілісності сприйняття власного тіла (англ. Body integrity identity disorder, BIID, також відомий як розлад особистості інваліда-ампутанта) — це психічний розлад, в результаті якого в цілому здорові особистості відчувають прив'язаність до інвалідів через наявність у них ампутацій. Синдром BIID пов'язаний з ксеномелією, «дисфоричним почуттям, що одна або більше кінцівок тіла не відносяться до твого організму».
Зазвичай синдром BIID супроводжується бажанням ампутувати одну або кілька здорових кінцівок. Також включає в себе бажання до інших форм інвалідності, як, наприклад, випадок жінки, яка навмисно себе засліпила. Синдром BIID також асоціюють з апотемнофілією — сексуальним збудженням, що виникають при перегляді зображень інвалідів-ампутантів. Причина, що викликає синдром BIID, незрозуміла. Одна гіпотеза стверджує, що це відбувається від неврологічної нездатності функції мозку з відображення внутрішнього тіла (перебуває в правій тім'яній частці) включити порушену кінцівку в розуміння фізичної форми тіла.

## Опис
Люди, що страждають на синдромом BIID, відчувають себе некомфортно з частиною свого тіла, наприклад, кінцівкою, і переконані, що видалення або іммобілізація цієї частини тіла позбавить їх від дискомфорту. Ті, хто має цей синдром, можуть мати загострене почуття заздрості до інвалідів-ампутантів. Вони можуть прикидатися інвалідами-ампутантами, як на публіці, так і приватно. Люди з цим синдромом відчувають вище описані симптоми чужорідності і ненатуральності. Вони можуть намагатися понівечити себе, ампутувавши цю кінцівку. У більшості випадків вони соромляться своїх думок і можуть ховати їх від оточуючих, включаючи терапевтів і фахівців в області охорони здоров'я.
Більшість людей, що страждають від синдрому BIID, — це чоловіки середнього віку, хоча ця різниця не настільки велика, як вважалося раніше.
Сексуальну мотивацію бути або виглядати як інвалід-ампутант називають апотемнофілією. Апотемнофілію не слід змішувати з акротомофілією: потягом до людей з ампутованими кінцівками. Хоча є безліч людей, які відчували як одне, так і інше.

## Етичні аспекти
З медичної точки зору ампутація «небажаної» кінцівки людини з синдромом BIID є досить спірною ідеєю. Оскільки ампутація є незворотнім процесом, єдиною альтернативою може бути дослідження фантомних кінцівок і лікування пацієнта з психологічної точки зору.
Деякі домагаються своєї мрії, роблячи вигляд, що вони інваліди-ампутанти, для цього використовують протези та інші інструменти, щоб полегшити своє бажання бути одному. Деякі хворі цим синдромом спілкувалися зі ЗМІ або давали інтерв'ю по телефону дослідникам, що вони вдалися до самостійної ампутації «зайвих» кінцівок, наприклад, щоб потяг її переїхав, або шляхом пошкодження кінцівки настільки сильно, що хірургам довелося її ампутувати. Однак, у медичній літературі рідко зустрічаються статті про випадки реальної самоампутації. Часто одержимість зачіпає одну конкретну кінцівку. Пацієнт може сказати, наприклад, що він «не відчуває себе цілісним», поки у нього є ліва нога. Однак, синдром BIID не включає в себе лише ампутацію. Деякі люди страждають від бажання стати паралізованими, сліпими, глухими, використовувати ортопедичні пристосування, такі як ноги-протези і т. ін. Деякі люди роблять вигляд, що вони інваліди-ампутанти, використовуючи милиці та інвалідні крісла або вдома, або в громадських місцях.

## Дивитися також
- Абасіофілія
- Образ тіла[en]
- Дисморфофобія
- Модифікації тіла
- Соматопарафренія